# Myotis stalkeri
Myotis stalkeri је врста слепог миша из породице вечерњака (лат. Vespertilionidae).

## Распрострањење
Индонезија је једино познато природно станиште врсте.

## Станиште
Врста Myotis stalkeri има станиште на копну.

## Угроженост
Подаци о распрострањености ове врсте су недовољни.

### Популациони тренд
Популациони тренд је за ову врсту непознат.